# Leonardo Monti
Leonardo Monti (Marcos Juárez, Córdoba; 2 de junio de 1961-Villa Carlos Paz, Córdoba; 16 de diciembre de 2015) fue un ingeniero mecánico argentino que se destacara en el ámbito del automovilismo de velocidad como director deportivo, constructor de vehículos y navegante de rally. Fue reconocido en el ambiente por haber formado la sociedad con el expiloto Víctor Rosso a través de la cual fundaran los equipos Pro Racing y RAM Racing, con los cuales fueran representantes oficiales de las marcas Honda y Renault en TC 2000 y Súper TC 2000, respectivamente. 
Entre sus principales logros se destacan los 4 títulos de pilotos y los 6 Campeonatos de Marcas y Equipos logrados con Honda Racing en TC 2000 entre los años 1998 y 2011. Desde 2012 se desempeña como Director Técnico del Renault LoJack Team en Súper TC 2000, equipo con el cual también conquistó el Campeonato de Marcas y Equipos.

## Biografía
Su historia comienza en el año 74. Con solo 13 años prepara un kart de competición a su amigo y actual socio Víctor Rosso. Seis años después, Leonardo comenzó a preparar autos de mayor velocidad. En 1979 le tocó poner a punto un Fórmula Renault, que también sería manejado por Rosso. En 1980 consiguieron ganar el campeonato de la Fórmula Renault Argentina.
En el año 1981, Monti y Rosso viajan a Inglaterra, y es precisamente en Londres donde fundan el Argentina Racing Team, único equipo íntegramente argentino que compitió una temporada completa en el Viejo Continente.
En el 94 volvió con todo a la Fórmula 3. Fundó junto a Rosso el Pro Racing y preparó los autos de Omar “Gurí” Martínez y Christian Ledesma.
En el 97 arma junto a Rosso el equipo Honda Racing y lo llevan al TC 2000. Desde ese año hasta 2011 representó a Honda y ganó cuatro títulos de pilotos (Omar Martínez, Juan Manuel Silva -2-) y seis Campeonatos de Marcas y Equipos. 
En 2003 consigue junto a Federico Lifschitz el título en el campeonato de la Fórmula Súper Renault. 
Fue Director Técnico del equipo JP Racing en Turismo Carretera (2009) y navegante de Francisco Otaño en el Campeonato Argentino de Rally Cross Country (2004 y 2006). Esta dupla compitió en el Rally Dakar Argentina-Chile en 2009 y 2010, ambas ediciones con un prototipo diseñado y construido por Monti en Argentina.
En 2007 le brindó asistencia técnica al Tango Rally Team, equipo que logró el subcampeonato mundial en PWRC con Gabriel Pozzo. En 2012 conquistó el Campeonato del Campeonato de Marcas y Equipos en Súper TC 2000 con Renault.

## Como Director Técnico
- 1979: Fórmula Renault Argentina.
- 1980: Campeón Fórmula Renault Argentina.
- 1981: Funda el Argentina Racing Team junto a Víctor Rosso.
- 1994: Fórmula 3.
- 1995: Fórmula 3.
- 1996: Fórmula 3.
- 1997: Primera victoria en TC 2000 con el equipo Honda Racing.
- 1998: Campeones de Marcas y Equipos en TC 2000 con Honda Racing. Ganadores del certamen de pilotos con Omar Martínez.
- 1999: Campeones de Marcas y Equipos en TC 2000 con Honda Racing. Ganadores del certamen de pilotos con Juan Manuel Silva. Navegante en CARCC.
- 2000: 2 victorias y 2 pole positions en TC 2000 con Honda Racing.
- 2001: 1 victoria y 1 pole positions en TC 2000 con Honda Racing.
- 2002: 4 victorias y 5 pole positions en TC 2000 con Honda Racing.
- 2003: Campeones de Marcas y Equipos en TC 2000 con Honda Racing.
- 2004: 2 victorias y 7 pole positions en TC 2000 con Honda Racing. Navegante en CARCC.
- 2005: 2 victorias en TC2000 con Honda Racing.
- 2006: 5 victorias y 2 pole positions en TC 2000 con Honda Racing.
- 2007: 5 victorias y 9 pole positions en TC 2000 con Honda Racing. Subcampeonato mundial en PWRC con Gabriel Pozzo.
- 2008: Campeones de Marcas y Equipos en TC 2000 con Honda Racing. Ganadores del certamen de pilotos con José María López.
- 2009: Campeones de Marcas y Equipos en TC 2000 con Honda Racing. Ganadores del certamen de pilotos con José María López. Navegante Dakar Argentina-Chile con el prototipo Monti 09. Preparador de autos de TC en el equipo JP Racing.
- 2010: Campeones de Marcas y Equipos en TC 2000 con Honda Racing. Navegante Dakar Argentina-Chile con el prototipo Monti 09.
- 2011: 1 victoria y una pole position en TC 2000 con Honda Racing.
- 2012: Campeones de Marcas y Equipos en Súper TC 2000 con Renault LoJack Team.
- 2013: 3 victorias y otros 3 podios en Súper TC 2000 con el Renault LoJack Team.